# Brachycereus nesioticus
Brachycereus nesioticus (K.Schum. ex B.L.Rob.) Backeb. è una pianta succulenta della famiglia delle Cactacee, endemica delle isole Galapagos. È l'unica specie del genere Brachycereus.

## Etimologia
Il nome generico Brachycereus deriva dal greco antico: brachys, che significa "corto", "piccolo", riferito alla piccola dimensione della pianta.
L'epiteto specifico nesioticus deriva dal greco antico: νήσος, (nesos) che significa "isola".

## Descrizione

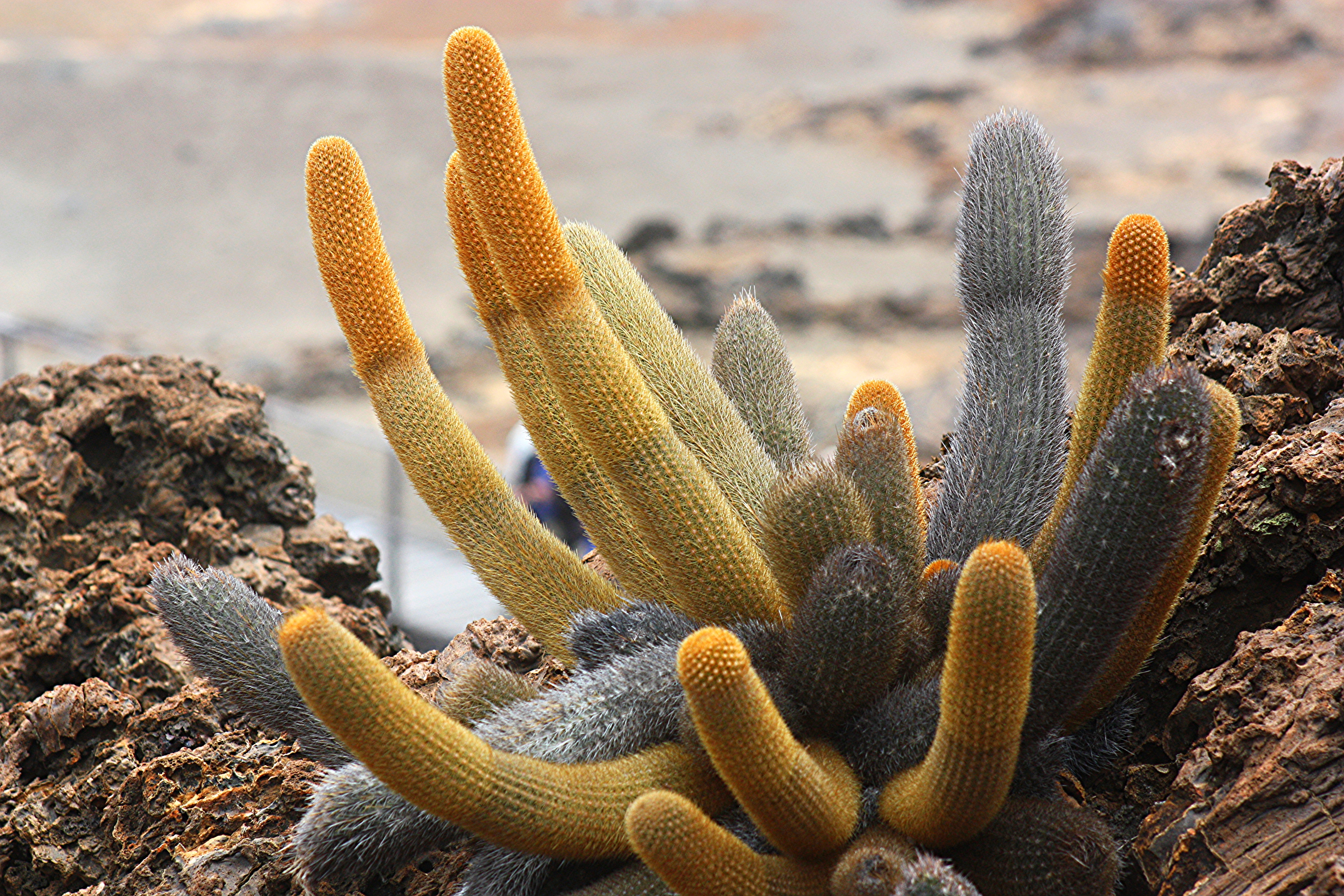
Un esemplare di Brachycereus nesioticus

È un cactus dall'aspetto colonnare, cresce in ciuffi, raggiungendo un'altezza di 60 cm. Le "colonne" più giovani sono di colore giallo, e invecchiando diventano grigie. È coperto con morbide spine lanose. I fiori, bianco crema, sono visibili solo all'alba (avvizzimento all'alba).

## Distribuzione e habitat
La specie è endemica delle isole Galàpagos (Bartolomé, Fernandina, Genovesa, Isabela, Pinta e San Salvador).
È una specie pioniera che colonizza le colate laviche recenti.